# Gerrie Van Rompaey
Gerrie Van Rompaey (13 februari 1962) is een Vlaamse scenariste. Ze schrijft scenario's voor televisiereeksen, films en toneelstukken. Sinds 2007 is ze voorzitster van de Scenaristengilde. Ze was eveneens gastdocente aan het RITS.
In 1993 schreef ze een aflevering voor F.C. De Kampioenen onder het pseudoniem Eva Lambert.

## Carrière
Gerrie Van Rompaey is sinds 1992 voltijds scenariste.

### Televisie
- Het Park (1992)
- F.C. De Kampioenen (1993, 1998-2000)
- Verschoten & Zoon (1999-2001)
- Wittekerke (2001-2003)
- Happy Singles (2007)
- De Kotmadam (2007-heden)
- Code 37 (2009-2012)
- De Rodenburgs (2010-2011)
- Crème de la Crème (2013)
- Safety First (headwriter) (2013)
- Gina en Chantal (2019)

### Films
- Lisa (1996)
- Le Bal Masqué (1998)